# Stiria phalaenoides
Stiria phalaenoides là một loài bướm đêm trong họ Noctuidae.